# Taenioconger hassi
Taenioconger hassi là một loài Cá chình moray từ Tây Đại Tây Dương. Nó đôi khi thâm nhập vào thị trường cá cảnh. Nó phát triển đến một kích thước 40 cm